# Wan Zack Haikal
 (novembre 2017).
Pour les articles homonymes, voir Haikal.
Wan Zack Haikal est un footballeur malaisien né le 28 janvier 1991 à Kuala Lumpur. Il évolue au poste d'ailier.

## Biographie

### En club
Wan Zack Haikal joue en Malaisie, à Singapour, en Slovaquie, et au Japon.

### En équipe nationale
Wan Zack Haikal reçoit sa première sélection en équipe de Malaisie le 29 février 2012, contre les Philippines (score : 1-1). Deux mois plus tard, il inscrit des deux premiers buts en équipe nationale, lors d'un match contre le Sri Lanka (victoire 6-0). Il inscrit son troisième but sept mois plus tard, contre le Laos (victoire 1-4).

## Palmarès
- Champion de Malaisie de D2 en 2009 avec le Harimau Muda
- Finaliste de la Coupe de la Fédération de Malaisie en 2015 avec le Kelantan FA